# أعمال شغب لوس أنجلوس 1992
أحداث شغب لوس أنجلس عام 1992، التي عرفت أيضا بأحداث شغب رودني كينغ، أو أحداث شغب جنوب وسط كاليفورنيا، اضطرابات لوس أنجلس المدنية عام 1992، وإنتفاضة لوس أنجلس  حيث وقعت سلسلة من أحداث الشغب والنهب وإحراق الممتلكات، والاضطرابات المدنية في مدينة لوس أنجلس، بولاية كاليفورنيا، وقد بدأ الشغب يوم 29 أبريل من سنة 1992 في جنوب وسط مدينة لوس أنجلوس، ثم انتشر بعدها في مناطق أخرى على مدار ستة أيام في مدينة لوس أنجلوس الكبرى بكاليفورنيا.

## السبب
بدأت أعمال الشغب تلك في يوم 29 من شهر أبريل من عام 1992 بعد أن قامت المحكمة بتبرئة أربعة من ضباط شرطة لوس أنجلس من تهمة استخدام العنف المفرط أثناء اعتقال تم تصويره بالفيديو، وضرب رودني كينغ بعد مطاردة الشرطة له. وقد قام الآلاف بإحداث عمليات الشغب بمنطقة لوس أنجلس الكبرى على مدار ستة أيام وذلك بعد إعلان حكم المحكمة.